# Кристоф (певец)

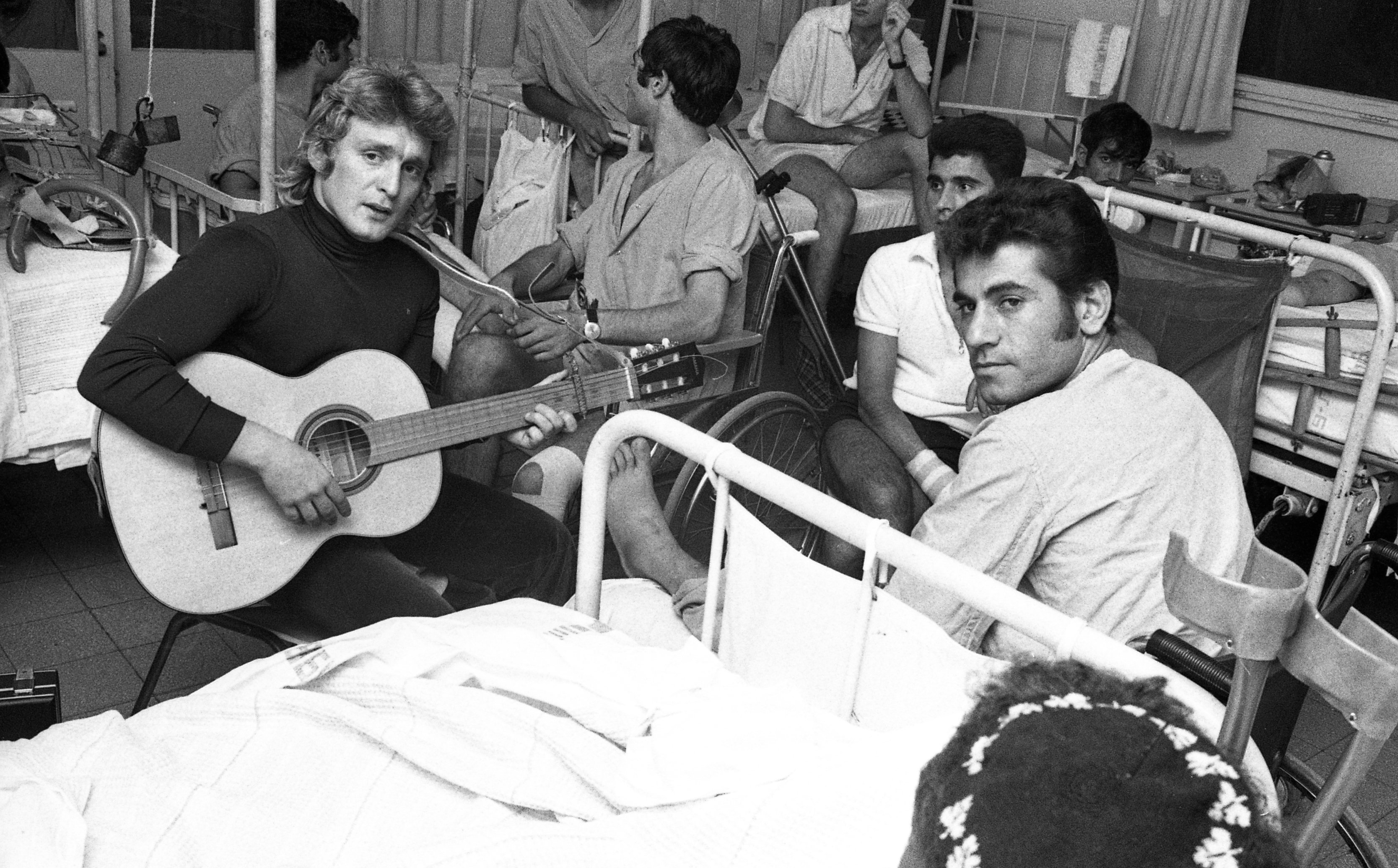
Кристоф, 1969

Кристо́ф (фр. Christophe), настоящее имя Даниэ́ль Бевилакуа́ (фр. Daniel Bevilacqua; 13 октября 1945, Жювизи-сюр-Орж, Иль-де-Франс, Франция — 16 апреля 2020) — французский певец и автор песен.

## Биография
Даниэль Бевилакуа родился в семье итальянского предпринимателя, мать его была портнихой.
В молодом возрасте Даниэля привлекал американский образ жизни, представление о котором он имел от просмотров тогдашних фильмов.
Начал интересоваться музыкой с восьми лет. В начальных классах увлекался музыкой Эдит Пиаф и Жильбера Беко, но вскоре их вытеснили блюзовые гитаристы и певцы — Роберт Джонсон и Джон Ли Хукер.
Имея мятежный характер, Даниэль до 16 лет успел поменять не менее десятка средних школ. В конце 1950-х годов он, как и многие из его поколения, попал под влияние Элвиса Пресли, Джеймса Дина и Жоржа Брассенса.
В 1961 году основал любительскую группу под названием «Малыш Дэнни и озорники» (Danny Baby et les Hooligans), в которой пел, аккомпанируя себе на гитаре. Исполнял хиты Джина Винсента и классику рок-н-ролла как «Heartbreak Hotel».
После военной службы начал карьеру певца. В 1963 году на парижской студии звукозаписи Golf Drouot записал свою первую сорокапятку «Возвращайся, Софи» («Reviens Sophie»). Написанная им под влиянием американской чёрной музыки, она была абсолютно не замечена.
В 1965 году баллада «Алин» («Aline»). которую певец издал под псевдонимом Кристоф, принесла ему огромный успех. Следующие песни «Марионетки» («Les Marionnettes», 1965), «Я услышал море» («J'ai entendu la mer», 1966) «Простите, месье учитель» («Excusez-moi, Monsieur le professeur», 1967) тоже были успешными.
С 1972 года Кристоф начал записывать свои пластинки на студии звукозаписи Les Disques Motors, основанной в 1971 году Франсисом Дрейфусом.
В 1973 году у ставшего более требовательным к себе в музыкальном плане Кристофа вышел альбом «Утраченный рай» (Les Paradis perdus).
В 1974 году записал альбом «Синие слова» (Les Mots bleus) на слова Жана-Мишеля Жарра, тогда молодого, никому не известного  композитора и поэта-песенника.
В 1976 году Кристоф выпустил альбом «Самурай» (Samourai), явившейся результатов его сотрудничества с британским поэтом-песенником русского происхождения Борисом Бергманом, а в 1978-м рок-альбом Le Beau Bizarre, который считается лучшим альбомом певца и который газета «Либерасьон» включила в список ста лучших альбомов в истории рок-н-ролла.
В 1980 году по просьбе жены Вероники певец перевыпускает сорокапятку с песней «Алин». К его удивлению, сингл разошёлся в трёх с половиной миллионах экземпляров.
1983 год снова был успешным, было продано 600 000 экземпляров сорокапятки «Succès fou».
В 1984 году вышел диск Voix sans issue.
Впоследствии начал работать не так интенсивно. Почти до маниакальности перфекционист, он мог целый год работать над звуком ударных.
В 1996 году у певца выходит диск Bevilacqua, амбициозный альбом, который удивляет своей современностью. При записи использовались синтезаторы и возможности, предоставляемые компьютерами. Кристоф в течение нескольких месяцев работал над вокалом и звуком в студии, которую устроил в своем доме.
Через пять лет певец анонсирует своё возвращение к концертной деятельности. К тому времени он не давал сольных концертов более 25 лет. В феврале 2002 года выступает с концертом в Клермон-Ферране, а в марте с двумя концертами в «Олимпии» в Париже.
В 2004 году выступает вместе с Аленом Башунгом на сцене зала Élysée Montmartre, а в марте 2005 года на сцене «Опера-Комик».
За свою карьеру к концу 2009 года только во Франции Кристоф продал почти шесть миллионов альбомов.
В апреле 2016 певец выпустил новый альбом «Остатки хаоса» (Les Vestiges du chaos), который получил положительные отзывы критиков.
Имел отношения с певицей Мишель Торр, которая 17 июня 1967 года родила сына Ромна, но певец отказался признавать своё отцовство. Спустя год он познакомился со сводной сестрой певца Алена Кана Вероникой, на которой женился в 1971 году, и в тот же год у них родилась дочь Люси. Спустя где-то 20 лет брака Кристоф и Вероника разошлись, но развод не оформляли и оставались женаты до смерти Кристофа.  
Кристоф скончался 16 апреля 2020 года, будучи в критическом состоянии из-за эмфиземы лёгких, которой он страдал последние годы, и которая сильно усилилась из-за того, что он подхватил коронавирусную инфекцию COVID-19. 7 мая он был похоронен в закрытой обстановке в 7-м отделении кладбищеа Монпарнас.

## Премии и награды
- Гран-при песни Академии Шарля Кро[фр.] — за альбом 2008 года Aimer ce que nous sommes
- Гран-при французской песни, присуждаемый французским Обществом музыкальных авторов, композиторов и издателей — 2010 год
- «Виктуар де ля мюзик» в категории «Музыкальный спектакль, турне или концерт» за концерт в «Олимпии» — 2003 год

31 декабря 2014 певец стал кавалером Ордена Почетного легиона.

## Дискография
Альбомы
- 1965: Les Marionnettes
- 1966: J'ai entendu la mer
- 1967: Excusez-moi Monsieur le Professeur
- 1973: Les Paradis perdus
- 1975: Les Mots bleus
- 1978: Le Beau Bizarre
- 1996: Bevilacqua
- 2001: Comm'si la terre penchait ...
- 2002: Live à L'Olympia
- 2008: A imerce que nous sommes
- 2013: Paradis retrouvé
- 2014: Intime
- 2016: Les Vestiges du chaos